# Aachen (cràter)
Aachen és un cràter de l'asteroide del cinturó principal (253) Mathilde, situat amb el sistema de coordenades planetocèntriques a 9.2 ° de latitud nord i 60.9 ° de longitud est. Fa un diàmetre de 4.8 km. El nom va ser fet oficial per la UAI l'any 2000 i fa referència a Aquisgrà, conca de carbó d'Alemanya.